# 1. etape af Tour de France 2008
Første etape af Tour de France 2008 blev kørt lørdag d. 5. juli og gik fra Brest til Plumelec.
Ruten var 197,5 km. lang.
Det var første gang siden 1966 at løbet ikke startede med en prolog.
- Etape: 1
- Dato: 5. juli
- Længde: 197,5 km
- Danske resultater:

75. Nicki Sørensen + 0.39
- Gennemsnitshastighed: 42,9 km/t

## Sprint og bjergpasseringer

### 1. sprint (Plonévez-du-Faou)
Efter 62 km
| Vinder | Geoffroy Lequatre | 6p |
| 2.     | Lilian Jégou      | 4p |
| 3.     | Rubén Pérez       | 2p |

### 2. sprint (Gourin)
Efter 90,5 km
| Vinder | Geoffroy Lequatre | 6p |
| 2.     | Stéphane Augé     | 4p |
| 3.     | Lilian Jégou      | 2p |

### 3. sprint (Remungol)
Efter 157 km
| Vinder | Geoffroy Lequatre | 6p |
| 2.     | Rubén Pérez       | 4p |
| 3.     | Lilian Jégou      | 2p |

### 1. bjerg (Côte de Ty-Jopic)
4. kategori stigning efter 29,5 km
| Plads | Navn               | Point |
| ----- | ------------------ | ----- |
| 1.    | Björn Schröder     | 3     |
| 2.    | Thomas Voeckler    | 2     |
| 3.    | David de la Fuente | 1     |

### 2. bjerg (Côte de Kerivarc'h)
4. kategori stigning efter 48,5 km.
| Plads | Navn              | Point |
| ----- | ----------------- | ----- |
| 1.    | Thomas Voeckler   | 3     |
| 2.    | Björn Schröder    | 2     |
| 3.    | Geoffroy Lequatre | 1     |

### 3. bjerg (Col de Toullaëron)
4. kategori stigning efter 85,5 km.
| Plads | Navn            | Point |
| ----- | --------------- | ----- |
| 1.    | Lilian Jégou    | 3     |
| 2.    | Thomas Voeckler | 2     |
| 3.    | Björn Schröder  | 1     |

### 4. bjerg (Côte de Guenervé)
4. kategori stigning efter 146,5 km.
| Plads | Navn               | Point |
| ----- | ------------------ | ----- |
| 1.    | David de la Fuente | 3     |
| 2.    | Björn Schröder     | 2     |
| 3.    | Thomas Voeckler    | 1     |

## Udgåede ryttere
- 184 Hervé Duclos-Lassalle fra Cofidis udgik på etapen på grund af styrt og brækkede venstre håndled.

## Resultatliste
|    | Navn               | Land       | Hold                | Tid     |
| -- | ------------------ | ---------- | ------------------- | ------- |
| 1  | Alejandro Valverde | Spanien    | Caisse d'Epargne    | 4:36.07 |
| 2  | Philippe Gilbert   | Belgien    | Française des Jeux  | + 0.01  |
| 3  | Jérôme Pineau      | Frankrig   | Bouygues Télécom    | + 0.01  |
| 4  | Kim Kirchen        | Luxembourg | Team Columbia       | + 0.01  |
| 5  | Riccardo Riccò     | Italien    | Saunier Duval-Scott | + 0.01  |
| 6  | Cadel Evans        | Australien | Silence-Lotto       | + 0.01  |
| 7  | Fränk Schleck      | Luxembourg | Team CSC-Saxo Bank  | + 0.01  |
| 8  | Filippo Pozzato    | Italien    | Liquigas            | + 0.01  |
| 9  | Óscar Freire       | Spanien    | Rabobank            | + 0.01  |
| 10 | Óscar Pereiro      | Spanien    | Caisse d'Epargne    | + 0.01  |